# Carolinas International Tennis
Il Carolinas International Tennis è stato un torneo di tennis facente parte del Grand Prix e del World Championship Tennis giocato dal 1971 al 1977 a Charlotte (Carolina del Nord) negli Stati Uniti su campi in cemento e terra verde.

## Albo d'oro

### Singolare
| Anno | Vincitore          | Finalista        | Punteggio     |
| ---- | ------------------ | ---------------- | ------------- |
| 1971 | Arthur Ashe        | Stan Smith       | 6–3, 6–3      |
| 1972 | Ken Rosewall       | Cliff Richey     | 2–6, 6–2, 6–2 |
| 1973 | Ken Rosewall       | Arthur Ashe      | 6–3, 7–6      |
| 1974 | Jeff Borowiak      | Dick Stockton    | 6–4, 5–7, 7–6 |
| 1975 | Raúl Ramírez       | Roscoe Tanner    | 3–6, 6–4, 6–3 |
| 1976 | Tony Roche         | Vitas Gerulaitis | 6–3, 3–6, 6–1 |
| 1977 | Corrado Barazzutti | Eddie Dibbs      | 7–6, 6–0      |

### Doppio
| Anno | Vincitori                     | Finalisti                          | Punteggio     |
| ---- | ----------------------------- | ---------------------------------- | ------------- |
| 1971 | Marty Riessen Tony Roche      | Arthur Ashe Dennis Ralston         | 6–2, 6–2      |
| 1972 | Tom Okker Marty Riessen       | John Newcombe Tony Roche           | 6–4, 4–6, 7–6 |
| 1973 | Tom Okker Marty Riessen       | Tom Gorman Erik Van Dillen         | 7–6, 3–6, 6–3 |
| 1974 | Buster Mottram Raúl Ramírez   | Owen Davidson John Newcombe        | 6–3, 1–6, 6–3 |
| 1975 | Patricio Cornejo Jaime Fillol | Ismail El Shafei Brian Fairlie     | 6–3, 5–7, 6–4 |
| 1976 | John Newcombe Tony Roche      | Vitas Gerulaitis Gene Mayer        | 6–3, 7–5      |
| 1977 | Tom Okker Ken Rosewall        | Corrado Barazzutti Adriano Panatta | 6–1, 3–6, 7–6 |